# Альпійський степ
Альпійський степ — різновид альпійських луків, високогірний біом, вкритий трав'янистою рослинністю, подібної до степової. Ці унікальні екосистеми зустрічаються в всьому світу, однак найбільше вони поширені в Центральній Азії, де альпійські степи становлять 38,9 % від загальної площі луків Тибетського плато.
На висоті від 4500 до 6000 м над рівнем моря приблизно 94 % Північного Тибету вкрито альпійськими луками та альпійським степом. Порівняно з альпійськими луками, альпійські степи поширені у більш прохолодному, посушливому або напівпосушливому кліматі, де випадає мало опадів, в районах, де переважно малородючі ґрунти. Найбільший вміст вуглецю в рослинності спостерігається в серпні, а концентрації азоту та фосфору демонструють сезонні коливання протягом вегетаційного періоду.

## Клімат
Альпійські степи, як і інші типи альпійських луків, характеризуються інтенсивним сонячним випромінюванням, яке в середньому становить 2916 годин на рік. Середня температура в цій екосистемі дуже низька. Взимку температура опускається нижче -10 °C, а влітку становить близько 10 °C. Зима, як правило, довга і холодна, а літо м'яке і коротке. Морози трапляються протягом всього року.
Середньорічна кількість опадів в альпійських степах дуже низька, в середньому вона становить 280-300 мм. Понад 80 % опадів випадає в період з травня по вересень. Загалом клімат регіону характеризується як посушливий або напівпосушливий, суворий до місцевої флори і фауни.

## Флора
Рослинність альпійського степу дуже вразлива до змін клімату. З 1960-х років середня температура повітря в Тибеті кожні десять років зростала приблизно на 0,3 °C, що в три рази перевищує середній показник по планеті. Дослідження показали, що поширення рослинності різко змінилося з часів голоцену. На Тибетському нагір'ї домінують три типи рослинності: альпійські луки, альпійський степ та альпійський пустельний степ, розподіл яких залежить від кількості опадів. Дослідження скам'янілого пилку показали, що альпійські луки поширюються на території, які раніше були вкриті альпійським степом, оскільки кількість опадів за останні десятиліття збільшилась.
Нещодавні зміни рослинного покриву використовуються як індикатор деградації пасовищ на Тибетському плато разом із опустелюванням та зниженням загальної продуктивності. Поширення отруйних видів рослин, здається, корелює з посиленням деградації земель. Отруйні рослини не тільки є показником деградації, але й призводять до збільшення смертності травоїдних тварин. Нашестя отруйних видів спостерігається в усіх регіонах Тибетського плато, але альпійські степи є найбільш постраждалою екосистемою.
Тривалий час тваринництво домінувало як основна форма господарювання на Тибетському плато. Історично перевипас худоби був проблемою для природного рослинного покриву. Були вжиті заходи з регулювання використання місцевих пасовищ, зокрема були створені захищених або "огороджені" території.